# Ու
Der Digraph Ու (klein ու) ist der 34. Buchstabe des ostarmenischen Alphabets. Der Buchstabe stellt den Laut [⁠u⁠] dar und wird im Deutschen mit dem Buchstaben U transkribiert. Anders als im westarmenischen Alphabet wurde er im Zuge der armenischen Rechtschreibreformen 1922–1924 im Ostarmenischen an Stelle des Buchstaben Ւ gestellt und wird dort als ein Buchstabe angesehen.
Er ist keinem Zahlenwert zugeordnet. 

## Zeichenkodierung
Unicode sieht keine eigene Entität für den Digraphen vor.